# Procambarus orcinus
Procambarus orcinus är en sötvattenlevande kräfta som lever endemiskt i USA.